# Station Val-Saint-Lambert
Station Val-Saint-Lambert is een spoorwegstation langs spoorlijn 125A (Flémalle - Angleur bij Luik) bij de kern Val-Saint-Lambert in de stad Seraing.
Net buiten dit station is een aftakking naar industrielijn 285, die stroomopwaarts de rechteroever van de Maas volgt, in een strakke binding met de N90, tot in Hermalle-sous-Huy.
Aan het station begon ook de buurtspoorlijn 456 over Neuville-en-Condroz naar Clavier.
1,2: Kinkempois ·
3,1: Renory ·
4,9: Ougrée ·
6,5: Seraing ·
8,8: Val-Saint-Lambert ·
10,5: Rue-Borgnet ·
11,0: Flémalle-Haute